# 2007 a tudományban

## Asztronómia

A március 3-i holdfogyatkozás

- március 3–4. – Teljes holdfogyatkozás, amely látható volt Amerika, Ázsia, Európa és Afrika néhány részéről.
- március 19. – Részleges holdfogyatkozás, amely látható volt Ázsiából.

## Díjak
- Nobel-díjak
  - Kémiai Nobel-díj: Gerhard Ertl
  - Fizikai Nobel-díj: Albert Fert és Peter Grünberg
  - Fiziológiai és orvostudományi Nobel-díj: Mario Capecchi, Sir Martin Evans és Oliver Smithies
  - Közgazdasági Nobel-emlékdíj: Leonid Hurwicz, Eric Maskin és Roger Myerson
- Abel-díj: S. R. Srinivasa Varadhan

## Halálozások
- január 20. – Anatol Rapoport orosz születésű, amerikai matematikai pszichológus (* 1911)
- február 20. – Frank Albert Cotton, amerikai kémikus
- július 23. – Ernst Otto Fischer, német kémikus
- augusztus 6. – Atle Selberg norvég-amerikai matematikus, aki számelmélettel foglalkozott (* 1917)
- október 26. – Arthur Kornberg, amerikai biokémikus (* 1918)